# Aliates I
Aliates I (grec antic: Ἀλυάττης) fou rei de Lídia aproximadament entre el 618 aC i el 561 aC. Fou succeït pel seu fill, Cresos, després d'un regnat de 57 anys.